# 莱翁基
51°33′45″N 31°1′39″E / 51.56250°N 31.02750°E
莱翁基（烏克蘭語：Левоньки），是烏克蘭北部切爾尼希夫州切爾尼希夫區米哈伊洛-科秋宾斯凯市镇的村落。始建於1671年，面積1.2平方公里，海拔高度145米，2001年人口271，人口密度每平方公里225.8人。